# Frank Rehak
Frank Rehak (6. července 1926 – 22. června 1987) byl americký jazzový pozounista. V roce 1949 se stal členem orchestru Gene Krupy. Později působil v kapele Woodyho Hermana a následně Gila Evanse. Díky angažmá u Evanse začal spolupracovat také s trumpetistou Milesem Davisem – hrál na albech Miles Ahead, Porgy and Bess, Sketches of Spain, Quiet Nights a Sorcerer. Během své kariéry spolupracoval s mnoha dalšími hudebníky, mezi něž patří například Art Blakey, Dizzy Gillespie, Kai Winding a Mundell Lowe. Skladatel John Cage pro něho složil skladbu „Solo for Sliding Trombone“.